# Петрівка (Василівський район)
Петрі́вка — село в Україні, у Михайлівській селищній громаді Василівського району Запорізької області. Населення становить 2 осіб. До 2017 орган місцевого самоврядування — Михайлівська селищна рада.

## Географія
Село Петрівка знаходиться на відстані за 2 км від села Садове та за 6 км від смт Михайлівка. Поруч із селом протікає третім Магістральний канал. Поруч проходить залізниця, станція Бурчацьк за 3 км.

## Історія
- 1864 - дата заснування.
- 12 червня 2020 року, відповідно до розпорядження Кабінету Міністрів України № 713-р «Про визначення адміністративних центрів та затвердження територій територіальних громад Запорізької області», село увійшло до складу Михайлівської селищної громади[1].
- 19 липня 2020 року, в результаті адміністративно-територіальної реформи і ліквідації Михайлівського району, село увійшло до складу Василівського району[2].